# Teateråret 1913

## Händelser

### Mars
- 31 mars - Östermalmsteatern i Stockholm, Sverige brinner ner [1].

### Maj
- 29 maj - Skandalpremiär för Igor Stravinskijs och Wacław Niżyńskis modernistiska dansdrama Våroffer i Paris. Publiken är delad i två läger, och börjar slåss [2].

### September
- 23 september - Skådespelaren Gösta Ekman gör scendebut på Svenska teatern i Stockholm.

## Årets uppsättningar

### Okänt datum
- Walter Hülphers skådespel Carolus rex uruppförs på Stockholms Stadion
- Oscar Wennerstens pjäs Bröderna Östermans huskors uruppförs på Folkets Hus Teater i Stockholm

## Födda
- 10 december – Gösta Folke, svensk regissör och teaterchef.